# یواس‌اس ال‌اس‌تی-۵۰۴
یواس‌اس ال‌اس‌تی-۵۰۴ (به انگلیسی: USS LST-504) یک کشتی بود که طول آن ۳۲۸ فوت (۱۰۰ متر) بود. این کشتی در سال ۱۹۴۳ ساخته شد.